# 가격 차별
가격차별(Price discrimination 또는 price differentiation)이란, 동일한 상품을 구입자에 따라 다른 가격으로 판매하는 것을 말한다.

## 조건
1. 기업은 수요의 가격탄력성을 바탕으로 시장을 구분할 수 있어야 한다.

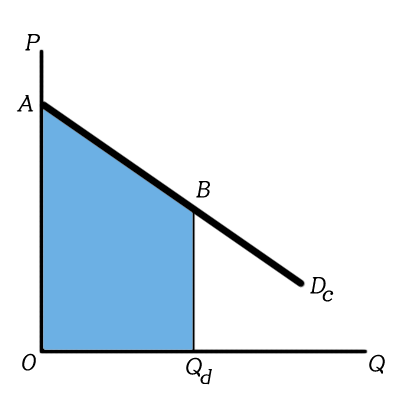
1급 가격차별

2. 시장 간에 재판매가 불가능해야 한다.[1]

## 종류
차별의 형태와 강도에 따라 3가지로 나누어 볼 수 있다.

### 1도 가격차별
1도 가격차별은 생산자인 기업이 수요자의 소비 패턴을 완벽히 파악하고 있어, 상품을 1단위씩 나누어 각각의 소비자에게 다른 가격을 부과하는 형태를 말하는데, 완전 가격 차별(perfect price discrimination) 또는 개인화된 가격 책정(personalized pricing)이라고도 한다. 수요자의 소비 패턴을 완벽히 파악하고 있므로, 각 소비자의 최대 지불용의만큼 가격을 매길 수 있다.
이는 오른쪽의 그래프와 같이 보상수요곡선({\displaystyle D_{c}})이 주어졌을 때, 상품 각 단위에 대해 보상수요곡선의 높이만큼 가격을 책정하여 {\displaystyle Q_{d}} 만큼 판매하므로 기업(독점자)의 총수입은 색칠된 사다리꼴 {\displaystyle OABQ_{d}} 의 면적이 된다. 즉, 보상수요곡선 아래 면적 전체를 생산자가 가져가므로, 소비자잉여는 전부 생산자에게 흡수된다.

### 2도 가격차별

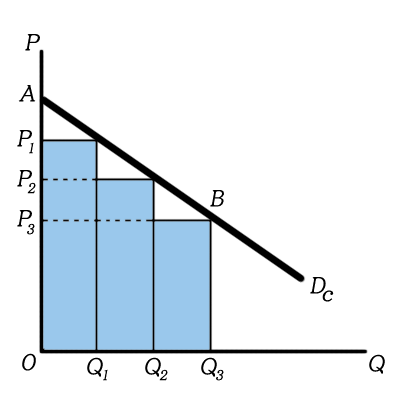
수량 할인

2도 가격차별은 판매자가 소비자의 특성을 사전에 관측할 수 없을 때 여러 메뉴를 제시하고 소비자의 유형에 적합한 메뉴를 선택하도록 하는 가격 차별 방법이다. 이를 메뉴 가격 책정(menu pricing)이라고도 한다. 이 때 각 소비자의 특성에 따라 고안된 메뉴를 그 집단이 실제로 선택하도록 해야 하는데 이 조건을 유인합치성(incentive-compatibility)이라고 한다.
2도 가격차별의 대표적인 예시로 수량할인이 있는데, 의무구매량이 정해진 패키지 전체에 대해 수량이 많은 패키지가 단가가 낮게 책정된다. 이런 점에서 구간별 가격책정(block pricing)과는 구분된다. 앞서 살펴본 1급 가격차별은 현실적으로 이루어지기 어렵기 때문에 현실에서 찾아보기 힘든 반면, 2급, 3급 차별은 종종 실례를 찾아볼 수 있다. 1급 차별에서는 보상수요곡선 밑의 면적이 전부 독점자에게 돌아갔지만, 2급에서는 오른쪽에 색칠된 부분만큼 독점자에게 돌아간다. 이는 {\displaystyle P_{3}} 의 가격으로 {\displaystyle Q_{3}} 만큼 팔았을 때의 수입(사각형 {\displaystyle OP_{3}BQ_{3}})보다 더 크다.
최적의 2도 가격차별은 다음과 같은 특성을 지닌다.:133
- 최저수요 그룹의 소비자잉여는 0이다. 그 이외의 그룹에게는 약간의 소비자잉여가 남는다.
- 최고수요 그룹을 제외하고는 사회적 최적 수량보다 적은 수량을 공급한다.

### 3도 가격차별
3도 가격차별은 소비자를 몇 개의 그룹으로 나누어 다른 가격을 부과하는 것이다. 3도 가격차별의 특징은 쉽게 관측할 수 있는 특징에 따라 그룹을 나누고 같은 그룹 내의 소비자에게는 같은 단위당 가격을 매기는 것이 특징이다.:95 이 때 수요의 가격탄력성이 낮은 소비자일수록 높은 가격에 수요를 하게 될 것이다. 3급 가격차별 역시 현실에서 종종 볼 수 있는 형태로, 청소년 할인, 수험생 할인 등이 그 예이다. 3급 차별에서도 소비자잉여의 일부가 독점이윤으로 흡수된다.

## 사회 후생과의 관계

### 긍정적인 측면
- 상품의 산출량이 순수독점의 경우에 비해 같거나 더 많다.
- 수요자의 지불의사에 따라 가격을 책정하므로 소비계층이 확대될 수 있다. 이는 부의 재분배 측면에서도 긍정적으로 평가할 수 있다.

### 부정적인 측면
- 산출량의 증가는 순수독점에 비해서 그렇다는 것이고, 또한 사회후생이 증가한다는 보장은 없다.
- 소비자잉여의 감소를 대가로 하기 때문에 파레토 개선이라는 보장이 없다.

## 가격차별의 사례
맨큐의 경제학 교과서가 미국판/한국판에 따라 가격이 몇 배씩 차이가 나는데 이는 3급 가격차별의 예이다.
맨큐의 경제학 교과서가 각기 다른 가격으로 책정되고 판매되는 것이 가능한 이유와 이같은 가격책정이 3급 가격차별인 이유는
다음의 근거를 통해 확인할 수 있다.

### 근거1
위의 가격차별의 조건을 보면 "기업은 수요의 가격탄력성을 바탕으로 시장을 구분할 수 있어야 한다"
가 첫번째 조건이다. 맨큐의 경제학 교과서 판매기업은, 한국판과 미국판의 수요가 다음과 같은 이유로 서로 다름을 인지 한다.
미국은 한국에 비해 지적재산의 가치를 높게 평가한다. 즉, 미국에서 경제학 지식에 대한 가치평가는 한국에 비하여 상당히 높은 수준을 유지하고 있다.
때문에 맨큐 경제학 미국판은 한국판에 비해 가격이 높은수준에서 책정되어 거래된다.
미국판/한국판 맨큐경제학의 가격책정 현황 링크
미국판: https://www.amazon.com/gp/aw/d/1305585127/ref=dp_ob_neva_mobile
한국판: http://m.yes24.com/Goods/Detail/16039922?pid=157529

### 근거2
가격차별의 두번째 조건은 "시장 간에 재판매가 불가능해야 한다"
이다. 만일 우리가 맨큐의 경제학 책을 싼 값에 구매하여 이를 다시 미국에 비싼 값에 판매할 수 있다면, 가격차별이 불가능하다. 모든 미국인들은 한국인들에게서 공식 판매가보다는 싼 값에 교과서를 구매하려 할 것이기 때문이다. 그러나 이는 불가능하다. 왜냐하면 두 교과서간에는 서로 재판매할 수 없는 장치가 있기 때문이다. 바로 '언어'이다.
서로 다른 언어로 만들어진 두 책은, 차익을 노린 재판매를 불가능하도록 막아 놓았다. 때문에 맨큐의 경제학 교과서는 성공적으로 가격차별을 할 수 있다.

## 같이 보기
- 독점
- 가격

## 참고 문헌
- Samuelson & Marks, Managerial Economics 4th ed. (Wiley 2003)
- 이준구, 《미시경제학》 (제5판), 법문사